# Безмер (Добричская область)
Безмер (болг. Безмер) — село в Болгарии. Находится в Добричской области, входит в общину Тервел. Население составляет 1299 человек.

## Политическая ситуация
В местном кметстве Безмер, в состав которого входит Безмер, должность кмета (старосты) исполняет Бейхан Вейсел Ахмед (Движение за права и свободы (ДПС)) по результатам выборов.
Кмет (мэр) общины Тервел — Живко Жеков Георгиев (Болгарская социалистическая партия (БСП)) по результатам выборов.